# Ibimirim
Ibimirim là một đô thị thuộc bang Pernambuco, Brasil. Đô thị này có diện tích 1901,5 km², dân số năm 2007 là 26436 người, mật độ 13,9 người/km².